# Dynatoaetus
Dynatoaetus es un género extinto de ave rapaz del Pleistoceno de Australia. Fue una de las aves rapaces más grandes de la región, solo superada por el águila de Haast de Nueva Zelanda. Pese a su estrecha relación con los buitres accipítridos, muestra claras adaptaciones para un estilo de vida depredador activo, poseyendo garras robustas y poderosas. El género es monotípico, lo que significa que contiene una sola especie: D. gaffae.

## Historia y denominación
Los primeros restos fósiles actualmente reconocidos como Dynatoaetus fueron descubiertos en 1956 y 1969 en la cueva Mairs, de los Montes Flinders, Australia del Sur. Los restos recuperados incluían una variedad de partes del cuerpo: los dedos de los pies, la parte superior del brazo y el esternón. Los huesos, encontrados a 55 metros de profundidad de la cueva, estaban cubiertos por una fina capa de calcita, no habían sido enterrados y, si no se conservaron meramente por permanecer en el suelo de la cueva. En años posteriores, se recuperaron fósiles de grandes aves rapaces de varios sitios fósiles australianos, incluyendo el Río Cooper de la cuenca del lago Eyre y las Cuevas de Naracoorte (ambas en el sur de Australia); y las Cuevas de Wellington en Nueva Gales del Sur. Pese a esto, no fue hasta el descubrimiento de 28 restos adicionales en la Cueva Mairs, incluyendo los huesos del cráneo y vértebras, que se descubrió que los diversos restos pertenecían a una sola especie. Este último hallazgo fue realizado por un grupo de espeleólogos recreativos y paleontólogos, que se adentraron a la cueva con el expreso propósito de encontrar más fósiles del ave. Se descubrió que los muchos huesos encontrados en la cueva pertenecían a un solo ave, que sirvió como holotipo cuando Ellen K. Mather et al. (2023) describieron los fósiles como pertenecientes a un género y una especie nuevas.
El nombre del género Dynatoaetus deriva del griego antiguo dynatós, que significa poderoso, y āetós, águila. El nombre de la específico se eligió en honor a Priscilla Gaff, quien fue la primera en discutir el material fósil de este animal en una tesis de 2002.

## Descripción
Las patas traseras de Dynatoaetus eran robustas y sorprendentemente similares a las de las águilas modernas, el fémur en particular se describe como extremadamente grande y robusto. El tarsometatarso sigue la misma condición, siendo robusto y grande. Sin embargo, los metatarsianos eran relativamente cortos, aunque también coinciden con los otros huesos en robustez, no son muy diferentes en longitud de lo que se observa en ña actual águila audaz hembra. Las falanges ungueales, las garras de los dedos de los pies, son nuevamente mucho más grandes que las de las modernas águilas audaces.
Los restos fósiles indican que Dynatoaetus fue el ave rapaz más grande que habitó Australia, con más del doble del peso del águila audaz. Sin embargo, no era igual de grande que la contemporánea hembra del águila de Haast ( Hieraaetus moorei ) de Nueva Zelanda y Gigantohierax suarezi, un buteonino de Cuba. A diferencia de ambas rapaces, que probablemente obtuvieron sus enormes tamaños debido al gigantismo insular y la falta de competidores notables, Dynatoaetus era una especie continental; por lo tanto, se cree que su tamaño se debió, al menos en parte, a su historia evolutiva, dado que se sabe que los buitres aegipinos alcanzan grandes tamaños regularmente. Por ejemplo, Gyps melitensis del Pleistoceno de Malta, o los buitres chinos Aegypius jinniushanensis y Torgos sp.;  todos en un rango de tamaño similar al de Dynatoaetus . Debido a su ecología mucho más derivada y la influencia que esto tuvo en su morfología, la diferencia de tamaño precisa es difícil de determinar. Dynatoaetus pudo haber alcanzado una envergadura de 3 metros.

## Filogenia
El análisis filogenético de los restos fósiles de Dynatoaetus utilizó datos tanto moleculares como morfológicos para determinar su relación con otras aves rapaces, dando como resultado tres árboles más parsimoniosos. Nueve caracteres anatómicos conectan a Dynatoaetus con los buitres de la subfamilia Aegypiinae, sin embargo, no todos son exclusivos del grupo y también se pueden encontrar en otras aves rapaces miembros de Gypaetinae y Perninae. En el árbol de consenso estricto, se recuperó como el taxón hermano de los buitres aegipinos, más basal que Cryptogyps. Juntos forman un clado con las culebreras de la subfamilia Circaetinae, un grupo que incluye al águila filipina . El análisis bayesiano muestra resultados similares,  Dynatoaetus vuelve a encontrarse en una posición basal a las aegipinas modernas. La diferencia clave es que en este análisis no se encontró que Cryptogyps fuera parte de este clado y, en cambio, se encontraba en una posición mucho más basal.
En general, se cree que la combinación única de caracteres que se observa en Dynatoaetus es en gran parte el resultado de la combinación de rasgos filogenéticos heredados de su ascendencia con rasgos morfológicos desarrollados para apoyar su estilo de vida, lo que dificulta determinar su relación precisa pero confirma su naturaleza única. De todos modos, la relación entre aegipinas y culebreras se recuperó en todos los análisis realizados para esta especie.

|  | Gypaetinae (Quebrantahuesos y parientes) |
|  |                                          |
|  | Perninae (Abejeros y parientes)          |
|  |                                          |

|  | Dynatoaetus gaffae                                                                              |
|  |                                                                                                 |
|  | \| \| Cryptogyps lacertosus \| \| \| \| \| \| Aegypiinae (Buitre negro y parientes) \| \| \| \| |
|  |                                                                                                 |
|  | Cryptogyps lacertosus                                                                           |
|  |                                                                                                 |
|  | Aegypiinae (Buitre negro y parientes)                                                           |
|  |                                                                                                 |

|  | Cryptogyps lacertosus                 |
|  |                                       |
|  | Aegypiinae (Buitre negro y parientes) |
|  |                                       |

|  | Dynatoaetus gaffae                                                                              |
|  |                                                                                                 |
|  | \| \| Cryptogyps lacertosus \| \| \| \| \| \| Aegypiinae (Buitre negro y parientes) \| \| \| \| |
|  |                                                                                                 |
|  | Cryptogyps lacertosus                                                                           |
|  |                                                                                                 |
|  | Aegypiinae (Buitre negro y parientes)                                                           |
|  |                                                                                                 |

|  | Cryptogyps lacertosus                 |
|  |                                       |
|  | Aegypiinae (Buitre negro y parientes) |
|  |                                       |

|  | Harpiinae (Águilas Harpía o de bosque)     |
|  |                                            |
|  | Aquilinae (Águilas verdaderas y parientes) |
|  |                                            |

|  | Accipitrinae (Halcones verdaderos)                                                                 |
|  | |
|  | \| \| Buteoninae (Busardos) \| \| \| \| \| \| Haliaeetinae (Águilas marinas y milanos) \| \| \| \| |
|  | |
|  | Buteoninae (Busardos)                                                                              |
|  | |
|  | Haliaeetinae (Águilas marinas y milanos)                                                           |
|  | |

|  | Buteoninae (Busardos)                    |
|  |                                          |
|  | Haliaeetinae (Águilas marinas y milanos) |
|  |                                          |

|  | Harpiinae (Águilas Harpía o de bosque)     |
|  |                                            |
|  | Aquilinae (Águilas verdaderas y parientes) |
|  |                                            |

|  | Accipitrinae (Halcones verdaderos)                                                                 |
|  | |
|  | \| \| Buteoninae (Busardos) \| \| \| \| \| \| Haliaeetinae (Águilas marinas y milanos) \| \| \| \| |
|  | |
|  | Buteoninae (Busardos)                                                                              |
|  | |
|  | Haliaeetinae (Águilas marinas y milanos)                                                           |
|  | |

|  | Buteoninae (Busardos)                    |
|  |                                          |
|  | Haliaeetinae (Águilas marinas y milanos) |
|  |                                          |

|  | Dynatoaetus gaffae                                                                              |
|  |                                                                                                 |
|  | \| \| Cryptogyps lacertosus \| \| \| \| \| \| Aegypiinae (Buitre negro y parientes) \| \| \| \| |
|  |                                                                                                 |
|  | Cryptogyps lacertosus                                                                           |
|  |                                                                                                 |
|  | Aegypiinae (Buitre negro y parientes)                                                           |
|  |                                                                                                 |

|  | Cryptogyps lacertosus                 |
|  |                                       |
|  | Aegypiinae (Buitre negro y parientes) |
|  |                                       |

|  | Dynatoaetus gaffae                                                                              |
|  |                                                                                                 |
|  | \| \| Cryptogyps lacertosus \| \| \| \| \| \| Aegypiinae (Buitre negro y parientes) \| \| \| \| |
|  |                                                                                                 |
|  | Cryptogyps lacertosus                                                                           |
|  |                                                                                                 |
|  | Aegypiinae (Buitre negro y parientes)                                                           |
|  |                                                                                                 |

|  | Cryptogyps lacertosus                 |
|  |                                       |
|  | Aegypiinae (Buitre negro y parientes) |
|  |                                       |

|  | Harpiinae (Águilas Harpía o de bosque)     |
|  |                                            |
|  | Aquilinae (Águilas verdaderas y parientes) |
|  |                                            |

|  | Accipitrinae (Halcones verdaderos)                                                                 |
|  | |
|  | \| \| Buteoninae (Busardos) \| \| \| \| \| \| Haliaeetinae (Águilas marinas y milanos) \| \| \| \| |
|  | |
|  | Buteoninae (Busardos)                                                                              |
|  | |
|  | Haliaeetinae (Águilas marinas y milanos)                                                           |
|  | |

|  | Buteoninae (Busardos)                    |
|  |                                          |
|  | Haliaeetinae (Águilas marinas y milanos) |
|  |                                          |

|  | Harpiinae (Águilas Harpía o de bosque)     |
|  |                                            |
|  | Aquilinae (Águilas verdaderas y parientes) |
|  |                                            |

|  | Accipitrinae (Halcones verdaderos)                                                                 |
|  | |
|  | \| \| Buteoninae (Busardos) \| \| \| \| \| \| Haliaeetinae (Águilas marinas y milanos) \| \| \| \| |
|  | |
|  | Buteoninae (Busardos)                                                                              |
|  | |
|  | Haliaeetinae (Águilas marinas y milanos)                                                           |
|  | |

|  | Buteoninae (Busardos)                    |
|  |                                          |
|  | Haliaeetinae (Águilas marinas y milanos) |
|  |                                          |

|  | Gypaetinae (Quebrantahuesos y parientes) |
|  |                                          |
|  | Perninae (Abejeros y parientes)          |
|  |                                          |

|  | Dynatoaetus gaffae                                                                              |
|  |                                                                                                 |
|  | \| \| Cryptogyps lacertosus \| \| \| \| \| \| Aegypiinae (Buitre negro y parientes) \| \| \| \| |
|  |                                                                                                 |
|  | Cryptogyps lacertosus                                                                           |
|  |                                                                                                 |
|  | Aegypiinae (Buitre negro y parientes)                                                           |
|  |                                                                                                 |

|  | Cryptogyps lacertosus                 |
|  |                                       |
|  | Aegypiinae (Buitre negro y parientes) |
|  |                                       |

|  | Dynatoaetus gaffae                                                                              |
|  |                                                                                                 |
|  | \| \| Cryptogyps lacertosus \| \| \| \| \| \| Aegypiinae (Buitre negro y parientes) \| \| \| \| |
|  |                                                                                                 |
|  | Cryptogyps lacertosus                                                                           |
|  |                                                                                                 |
|  | Aegypiinae (Buitre negro y parientes)                                                           |
|  |                                                                                                 |

|  | Cryptogyps lacertosus                 |
|  |                                       |
|  | Aegypiinae (Buitre negro y parientes) |
|  |                                       |

|  | Harpiinae (Águilas Harpía o de bosque)     |
|  |                                            |
|  | Aquilinae (Águilas verdaderas y parientes) |
|  |                                            |

|  | Accipitrinae (Halcones verdaderos)                                                                 |
|  | |
|  | \| \| Buteoninae (Busardos) \| \| \| \| \| \| Haliaeetinae (Águilas marinas y milanos) \| \| \| \| |
|  | |
|  | Buteoninae (Busardos)                                                                              |
|  | |
|  | Haliaeetinae (Águilas marinas y milanos)                                                           |
|  | |

|  | Buteoninae (Busardos)                    |
|  |                                          |
|  | Haliaeetinae (Águilas marinas y milanos) |
|  |                                          |

|  | Harpiinae (Águilas Harpía o de bosque)     |
|  |                                            |
|  | Aquilinae (Águilas verdaderas y parientes) |
|  |                                            |

|  | Accipitrinae (Halcones verdaderos)                                                                 |
|  | |
|  | \| \| Buteoninae (Busardos) \| \| \| \| \| \| Haliaeetinae (Águilas marinas y milanos) \| \| \| \| |
|  | |
|  | Buteoninae (Busardos)                                                                              |
|  | |
|  | Haliaeetinae (Águilas marinas y milanos)                                                           |
|  | |

|  | Buteoninae (Busardos)                    |
|  |                                          |
|  | Haliaeetinae (Águilas marinas y milanos) |
|  |                                          |

|  | Dynatoaetus gaffae                                                                              |
|  |                                                                                                 |
|  | \| \| Cryptogyps lacertosus \| \| \| \| \| \| Aegypiinae (Buitre negro y parientes) \| \| \| \| |
|  |                                                                                                 |
|  | Cryptogyps lacertosus                                                                           |
|  |                                                                                                 |
|  | Aegypiinae (Buitre negro y parientes)                                                           |
|  |                                                                                                 |

|  | Cryptogyps lacertosus                 |
|  |                                       |
|  | Aegypiinae (Buitre negro y parientes) |
|  |                                       |

|  | Dynatoaetus gaffae                                                                              |
|  |                                                                                                 |
|  | \| \| Cryptogyps lacertosus \| \| \| \| \| \| Aegypiinae (Buitre negro y parientes) \| \| \| \| |
|  |                                                                                                 |
|  | Cryptogyps lacertosus                                                                           |
|  |                                                                                                 |
|  | Aegypiinae (Buitre negro y parientes)                                                           |
|  |                                                                                                 |

|  | Cryptogyps lacertosus                 |
|  |                                       |
|  | Aegypiinae (Buitre negro y parientes) |
|  |                                       |

|  | Harpiinae (Águilas Harpía o de bosque)     |
|  |                                            |
|  | Aquilinae (Águilas verdaderas y parientes) |
|  |                                            |

|  | Accipitrinae (Halcones verdaderos)                                                                 |
|  | |
|  | \| \| Buteoninae (Busardos) \| \| \| \| \| \| Haliaeetinae (Águilas marinas y milanos) \| \| \| \| |
|  | |
|  | Buteoninae (Busardos)                                                                              |
|  | |
|  | Haliaeetinae (Águilas marinas y milanos)                                                           |
|  | |

|  | Buteoninae (Busardos)                    |
|  |                                          |
|  | Haliaeetinae (Águilas marinas y milanos) |
|  |                                          |

|  | Harpiinae (Águilas Harpía o de bosque)     |
|  |                                            |
|  | Aquilinae (Águilas verdaderas y parientes) |
|  |                                            |

|  | Accipitrinae (Halcones verdaderos)                                                                 |
|  | |
|  | \| \| Buteoninae (Busardos) \| \| \| \| \| \| Haliaeetinae (Águilas marinas y milanos) \| \| \| \| |
|  | |
|  | Buteoninae (Busardos)                                                                              |
|  | |
|  | Haliaeetinae (Águilas marinas y milanos)                                                           |
|  | |

|  | Buteoninae (Busardos)                    |
|  |                                          |
|  | Haliaeetinae (Águilas marinas y milanos) |
|  |                                          |

|  | Gypaetinae (Quebrantahuesos y parientes) |
|  |                                          |
|  | Perninae (Abejeros y parientes)          |
|  |                                          |

|  | Dynatoaetus gaffae                                                                              |
|  |                                                                                                 |
|  | \| \| Cryptogyps lacertosus \| \| \| \| \| \| Aegypiinae (Buitre negro y parientes) \| \| \| \| |
|  |                                                                                                 |
|  | Cryptogyps lacertosus                                                                           |
|  |                                                                                                 |
|  | Aegypiinae (Buitre negro y parientes)                                                           |
|  |                                                                                                 |

|  | Cryptogyps lacertosus                 |
|  |                                       |
|  | Aegypiinae (Buitre negro y parientes) |
|  |                                       |

|  | Dynatoaetus gaffae                                                                              |
|  |                                                                                                 |
|  | \| \| Cryptogyps lacertosus \| \| \| \| \| \| Aegypiinae (Buitre negro y parientes) \| \| \| \| |
|  |                                                                                                 |
|  | Cryptogyps lacertosus                                                                           |
|  |                                                                                                 |
|  | Aegypiinae (Buitre negro y parientes)                                                           |
|  |                                                                                                 |

|  | Cryptogyps lacertosus                 |
|  |                                       |
|  | Aegypiinae (Buitre negro y parientes) |
|  |                                       |

|  | Harpiinae (Águilas Harpía o de bosque)     |
|  |                                            |
|  | Aquilinae (Águilas verdaderas y parientes) |
|  |                                            |

|  | Accipitrinae (Halcones verdaderos)                                                                 |
|  | |
|  | \| \| Buteoninae (Busardos) \| \| \| \| \| \| Haliaeetinae (Águilas marinas y milanos) \| \| \| \| |
|  | |
|  | Buteoninae (Busardos)                                                                              |
|  | |
|  | Haliaeetinae (Águilas marinas y milanos)                                                           |
|  | |

|  | Buteoninae (Busardos)                    |
|  |                                          |
|  | Haliaeetinae (Águilas marinas y milanos) |
|  |                                          |

|  | Harpiinae (Águilas Harpía o de bosque)     |
|  |                                            |
|  | Aquilinae (Águilas verdaderas y parientes) |
|  |                                            |

|  | Accipitrinae (Halcones verdaderos)                                                                 |
|  | |
|  | \| \| Buteoninae (Busardos) \| \| \| \| \| \| Haliaeetinae (Águilas marinas y milanos) \| \| \| \| |
|  | |
|  | Buteoninae (Busardos)                                                                              |
|  | |
|  | Haliaeetinae (Águilas marinas y milanos)                                                           |
|  | |

|  | Buteoninae (Busardos)                    |
|  |                                          |
|  | Haliaeetinae (Águilas marinas y milanos) |
|  |                                          |

|  | Dynatoaetus gaffae                                                                              |
|  |                                                                                                 |
|  | \| \| Cryptogyps lacertosus \| \| \| \| \| \| Aegypiinae (Buitre negro y parientes) \| \| \| \| |
|  |                                                                                                 |
|  | Cryptogyps lacertosus                                                                           |
|  |                                                                                                 |
|  | Aegypiinae (Buitre negro y parientes)                                                           |
|  |                                                                                                 |

|  | Cryptogyps lacertosus                 |
|  |                                       |
|  | Aegypiinae (Buitre negro y parientes) |
|  |                                       |

|  | Dynatoaetus gaffae                                                                              |
|  |                                                                                                 |
|  | \| \| Cryptogyps lacertosus \| \| \| \| \| \| Aegypiinae (Buitre negro y parientes) \| \| \| \| |
|  |                                                                                                 |
|  | Cryptogyps lacertosus                                                                           |
|  |                                                                                                 |
|  | Aegypiinae (Buitre negro y parientes)                                                           |
|  |                                                                                                 |

|  | Cryptogyps lacertosus                 |
|  |                                       |
|  | Aegypiinae (Buitre negro y parientes) |
|  |                                       |

|  | Harpiinae (Águilas Harpía o de bosque)     |
|  |                                            |
|  | Aquilinae (Águilas verdaderas y parientes) |
|  |                                            |

|  | Accipitrinae (Halcones verdaderos)                                                                 |
|  | |
|  | \| \| Buteoninae (Busardos) \| \| \| \| \| \| Haliaeetinae (Águilas marinas y milanos) \| \| \| \| |
|  | |
|  | Buteoninae (Busardos)                                                                              |
|  | |
|  | Haliaeetinae (Águilas marinas y milanos)                                                           |
|  | |

|  | Buteoninae (Busardos)                    |
|  |                                          |
|  | Haliaeetinae (Águilas marinas y milanos) |
|  |                                          |

|  | Harpiinae (Águilas Harpía o de bosque)     |
|  |                                            |
|  | Aquilinae (Águilas verdaderas y parientes) |
|  |                                            |

|  | Accipitrinae (Halcones verdaderos)                                                                 |
|  | |
|  | \| \| Buteoninae (Busardos) \| \| \| \| \| \| Haliaeetinae (Águilas marinas y milanos) \| \| \| \| |
|  | |
|  | Buteoninae (Busardos)                                                                              |
|  | |
|  | Haliaeetinae (Águilas marinas y milanos)                                                           |
|  | |

|  | Buteoninae (Busardos)                    |
|  |                                          |
|  | Haliaeetinae (Águilas marinas y milanos) |
|  |                                          |

|  | Gypaetinae (Quebrantahuesos y parientes) |
|  |                                          |
|  | Perninae (Abejeros y parientes)          |
|  |                                          |

|  | Dynatoaetus gaffae                                                                              |
|  |                                                                                                 |
|  | \| \| Cryptogyps lacertosus \| \| \| \| \| \| Aegypiinae (Buitre negro y parientes) \| \| \| \| |
|  |                                                                                                 |
|  | Cryptogyps lacertosus                                                                           |
|  |                                                                                                 |
|  | Aegypiinae (Buitre negro y parientes)                                                           |
|  |                                                                                                 |

|  | Cryptogyps lacertosus                 |
|  |                                       |
|  | Aegypiinae (Buitre negro y parientes) |
|  |                                       |

|  | Dynatoaetus gaffae                                                                              |
|  |                                                                                                 |
|  | \| \| Cryptogyps lacertosus \| \| \| \| \| \| Aegypiinae (Buitre negro y parientes) \| \| \| \| |
|  |                                                                                                 |
|  | Cryptogyps lacertosus                                                                           |
|  |                                                                                                 |
|  | Aegypiinae (Buitre negro y parientes)                                                           |
|  |                                                                                                 |

|  | Cryptogyps lacertosus                 |
|  |                                       |
|  | Aegypiinae (Buitre negro y parientes) |
|  |                                       |

|  | Harpiinae (Águilas Harpía o de bosque)     |
|  |                                            |
|  | Aquilinae (Águilas verdaderas y parientes) |
|  |                                            |

|  | Accipitrinae (Halcones verdaderos)                                                                 |
|  | |
|  | \| \| Buteoninae (Busardos) \| \| \| \| \| \| Haliaeetinae (Águilas marinas y milanos) \| \| \| \| |
|  | |
|  | Buteoninae (Busardos)                                                                              |
|  | |
|  | Haliaeetinae (Águilas marinas y milanos)                                                           |
|  | |

|  | Buteoninae (Busardos)                    |
|  |                                          |
|  | Haliaeetinae (Águilas marinas y milanos) |
|  |                                          |

|  | Harpiinae (Águilas Harpía o de bosque)     |
|  |                                            |
|  | Aquilinae (Águilas verdaderas y parientes) |
|  |                                            |

|  | Accipitrinae (Halcones verdaderos)                                                                 |
|  | |
|  | \| \| Buteoninae (Busardos) \| \| \| \| \| \| Haliaeetinae (Águilas marinas y milanos) \| \| \| \| |
|  | |
|  | Buteoninae (Busardos)                                                                              |
|  | |
|  | Haliaeetinae (Águilas marinas y milanos)                                                           |
|  | |

|  | Buteoninae (Busardos)                    |
|  |                                          |
|  | Haliaeetinae (Águilas marinas y milanos) |
|  |                                          |

|  | Dynatoaetus gaffae                                                                              |
|  |                                                                                                 |
|  | \| \| Cryptogyps lacertosus \| \| \| \| \| \| Aegypiinae (Buitre negro y parientes) \| \| \| \| |
|  |                                                                                                 |
|  | Cryptogyps lacertosus                                                                           |
|  |                                                                                                 |
|  | Aegypiinae (Buitre negro y parientes)                                                           |
|  |                                                                                                 |

|  | Cryptogyps lacertosus                 |
|  |                                       |
|  | Aegypiinae (Buitre negro y parientes) |
|  |                                       |

|  | Dynatoaetus gaffae                                                                              |
|  |                                                                                                 |
|  | \| \| Cryptogyps lacertosus \| \| \| \| \| \| Aegypiinae (Buitre negro y parientes) \| \| \| \| |
|  |                                                                                                 |
|  | Cryptogyps lacertosus                                                                           |
|  |                                                                                                 |
|  | Aegypiinae (Buitre negro y parientes)                                                           |
|  |                                                                                                 |

|  | Cryptogyps lacertosus                 |
|  |                                       |
|  | Aegypiinae (Buitre negro y parientes) |
|  |                                       |

|  | Harpiinae (Águilas Harpía o de bosque)     |
|  |                                            |
|  | Aquilinae (Águilas verdaderas y parientes) |
|  |                                            |

|  | Accipitrinae (Halcones verdaderos)                                                                 |
|  | |
|  | \| \| Buteoninae (Busardos) \| \| \| \| \| \| Haliaeetinae (Águilas marinas y milanos) \| \| \| \| |
|  | |
|  | Buteoninae (Busardos)                                                                              |
|  | |
|  | Haliaeetinae (Águilas marinas y milanos)                                                           |
|  | |

|  | Buteoninae (Busardos)                    |
|  |                                          |
|  | Haliaeetinae (Águilas marinas y milanos) |
|  |                                          |

|  | Harpiinae (Águilas Harpía o de bosque)     |
|  |                                            |
|  | Aquilinae (Águilas verdaderas y parientes) |
|  |                                            |

|  | Accipitrinae (Halcones verdaderos)                                                                 |
|  | |
|  | \| \| Buteoninae (Busardos) \| \| \| \| \| \| Haliaeetinae (Águilas marinas y milanos) \| \| \| \| |
|  | |
|  | Buteoninae (Busardos)                                                                              |
|  | |
|  | Haliaeetinae (Águilas marinas y milanos)                                                           |
|  | |

|  | Buteoninae (Busardos)                    |
|  |                                          |
|  | Haliaeetinae (Águilas marinas y milanos) |
|  |                                          |

## Paleobiología

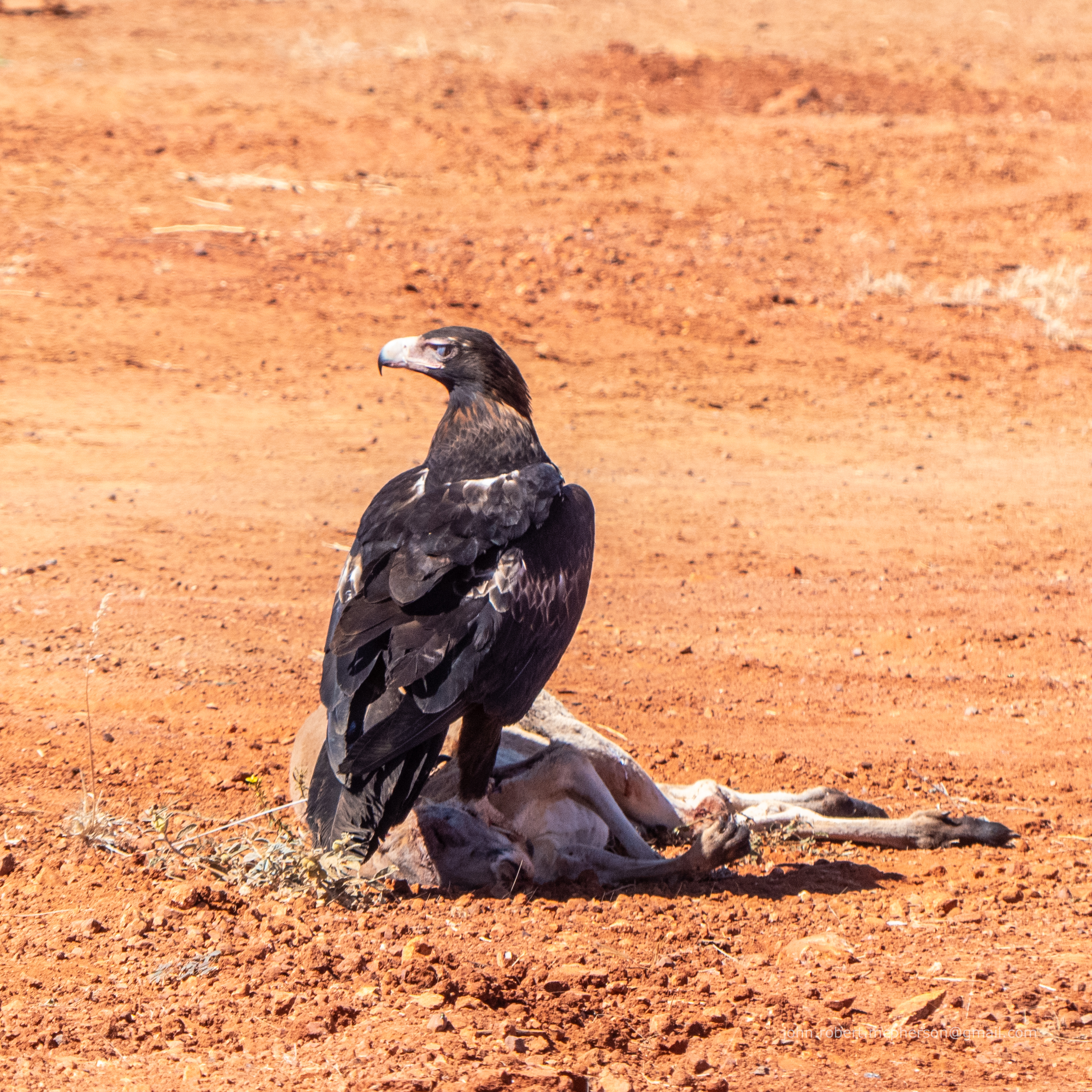
Dynatoaetus puede haber ocupado un nicho similar al de las águilas audaces modernas, cazando presas grandes y aprovechando carroña.

Aunque el material fósil de Dynatoaetus se limita actualmente al centro y sureste de Australia, es posible que esto no refleje el rango real de la rapaz, podría ser simplemente el resultado de la parcialidad de fosilización y recolección, además del hecho de que los grandes depredadores son inherentemente más raros que otros animales. Mather et al.  sugieren que esta ave rapaz pudo haber estado mucho más extendida durante el Pleistoceno. Independientemente de su rango hipotético, Dynatoaetus parece haber habitado una variedad de hábitats, desde el interior seco de Australia hasta las regiones costeras más templadas.
Si bien Dynatoaetus era mucho más grande que el águila audaz, la extensión de los pies de ambas era bastante similar debido a los dedos de los pies proporcionalmente cortos del primero. Sin embargo, eran más robustos, tal vez una adaptación para poder ejercer fuerzas mayores, que sería útil para cazar animales más grandes. También le habrían permitido a esta atacar y mantener el agarre sobre presas grandes mientras estas luchaban. Se pueden ver adaptaciones similares en una variedad de otras grandes aves rapaces depredadores, incluidas tanto el águila coronada africana o el águila arpía sudamericana, conocidas por cazar tanto primates como pequeños ungulados; como antílopes y pecaríes, respectivamente; y perezosos en el caso de la especie sudamericana. Un ejemplo geográficamente más cercano sería el águila de Haast, del Pleistoceno y Holoceno de Nueva Zelanda, que cazaba a las moas gigantes. La Australia del Pleistoceno habría sido abundante en presas potenciales, posiblemente incluyendo canguros, estenurinos, diprodóntidos jóvenes o débiles, megápodos y aves no voladoras como Genyornis newtoni. A diferencia de la insular águila de Haast, Dynatoaetus tuvo que competir por los recursos con otros grandes carnívoros como el lagarto varano megalania, el cocodrilo terrestre Quinkana y depredadores marsupiales como Thylacoleo, lo que habría afectado su comportamiento y nicho.
Como ocurre en águilas modernas, Dynatoaetus probablemente no desdeñaría el comer carroña, incluso si carecía de las adaptaciones específicas que caracterizan a los buitres más derivados. Esto habría puesto a esta rapaz en competencia con los Cryptogyps más pequeños. Dado su tamaño y las interacciones similares observadas en las aves carroñeras modernas, se cree que Dynatoaetus pudo haber dominado los cadáveres al entrar en contacto con su pariente más pequeño. Dynatoaetus también habría estado en competencia con águilas del género Aquila, ya que se conocen restos de águilas audaz en algunas de las mismas localidades que estas mayores rapaces. Se plantea la hipótesis de que las águilas audaces pleistocenas pudieron haber sido más limitadas en su ecología debido a la presión ejercida sobre ellas por Dynatoaetus como cazadores y Cryptogyps como carroñeros. Como una gran rapaz cazadora y carroñera, Dynatoaetus también era comparable al buitre orejudo de África, que mata mamíferos hasta del tamaño de un impala juvenil.
Dynatoaetus probablemente se extinguió hace aproximadamente 50.000 años durante el Pleistoceno tardío, coincidiendo con la extinción de gran parte de la megafauna endémica de Australia y la desaparición de su pariente Cryptogyps. Es posible que estas extinciones también conduzcan al ascenso del águila audaz a la posición de rapaz ápice en Australia, siendo ahora capaz de ocupar un nicho más generalista.